# Hippoporina rutelliformis
Hippoporina rutelliformis is een mosdiertjessoort uit de familie van de Bitectiporidae. De wetenschappelijke naam van de soort is voor het eerst geldig gepubliceerd in 2009 door Winston & Woollacott.